# Flagge von Prince Edward Island
Die Flagge von Prince Edward Island ist ein dem Provinzwappen nachempfundenes Banner. Die Flagge weist die Proportionen 3:2 auf; die drei der Fahnenstange abgewendeten Seiten sind abwechslungsweise durch rote und weiße Bänder begrenzt.
Das obere Drittel zeigt einen goldenen Leoparden, der jenem auf dem Wappen Englands entspricht. Auf den zwei unteren Dritteln sind links drei Eichenschößlinge (Symbol für die drei Bezirke der Insel) und rechts eine Eiche (Symbol für Großbritannien) abgebildet.
Eingeführt wurde die Flagge am 24. März 1964.